# Tekken
Tekken (japonsky 鉄拳 – Železná pěst) je série bojových her od společnosti Namco. K dispozici je na platformách PlayStation, PlayStation 2, PlayStation 3, Game Boy Advance PlayStation Portable (PSP), PlayStation 4, PlayStation 5 a dalších.

## Popis série
Tekken vyšla jako platformová záležitost pro konzole Sony jako protiváha k sérii Virtua Fighter na strojích firmy Sega. Představuje komerčně velmi úspěšný projekt 3D bojových her s množstvím postav, každá s jinými vlastnostmi.
Hráč má na výběr několik herních módů (např. hra proti počítači, hra proti živému hráči, bonusové mezihry anebo třeba výpravný mód s dějovou linií). Kromě mnoha nastavení vlastností herního prostředí (počet kol, čas na kolo apod.) lze zvolit též různé obtížnosti protivníků.

### Jedinečnost série
Na rozdíl od veliké škály her, které v tomto žánru vznikaly a vznikají, Tekken představuje zajímavou hru, kde je možné naučit se velké množství kombinací úderů (combo) a ty potom takticky, nikoliv pouze intuitivně, využívat. Není to pouze „bezduchá mlátička“, kde rozhodují rychlé prsty a přesné rány. Boj v Tekkenu má svůj rytmus, svůj puls, nutí hráče přemýšlet. Je možné používat nejen údery a kopy, ale i přehozy, páky a úchopy, úkroky a bloky.

## Vydané hry
|                                | automatová verze        | konzolová verze         | konzole                                         |
| ------------------------------ | ----------------------- | ----------------------- | ----------------------------------------------- |
| Tekken                         | 1994                    | 1995                    | PlayStation                                     |
| Tekken 2                       | 1995                    | 1996                    | PlayStation                                     |
| Tekken 3                       | 1996                    | 1998                    | PlayStation                                     |
| Tekken Tag Tournament          | 1999                    | 2000                    | PlayStation 2                                   |
| Tekken Tag Tournament HD       | PlayStation 3 (2011)    | PlayStation 3 (2011)    | PlayStation 3 (2011)                            |
| Tekken Card Challenge          | Wonderswan (1999)       | Wonderswan (1999)       | Wonderswan (1999)                               |
| Tekken Advance                 | Game Boy (2002)         | Game Boy (2002)         | Game Boy (2002)                                 |
| Tekken 4                       | 2001                    | 2002                    | PlayStation 2                                   |
| Death by Degrees               | PlayStation 2 (2003)    | PlayStation 2 (2003)    | PlayStation 2 (2003)                            |
| Tekken 5                       | 2004                    | 2005                    | PlayStation 2                                   |
| Tekken 5.1                     | automatová verze (2005) | automatová verze (2005) | automatová verze (2005)                         |
| Tekken 5: Dark Resurrection    | 2005                    | 2006                    | PSP, PlayStation 3 (PSN)                        |
| Tekken 6                       | automatová verze (2007) | automatová verze (2007) | automatová verze (2007)                         |
| Tekken 6: Bloodline Rebellion¹ | 2008                    | 2009                    | PSP, PlayStation 3, XBOX360                     |
| Tekken Tag Tournament 2        | 2011                    | 2012                    | PlayStation Vita, PlayStation 3, XBOX360, Wii U |
| Tekken 7                       | 2016                    | 2017                    | PlayStation 4, Xbox One, PC (Steam)             |
| Tekken 8                       | –                       | 2024                    | PlayStation 5, Xbox Series, Microsoft Windows   |

¹ Na konzole vyšla verze Bloodline Rebellion, oficiálně se však prodává jen pod názvem Tekken 6.

## Postavy
- Ling Xiayou
- Youshimitsu
- Nina Wiliams
- Forest Law
- Marshall Law
- Jun Kazama
- Eddy Gordo
- Tiger
- King
- Jin Kazama